# 階層型ストレージ管理

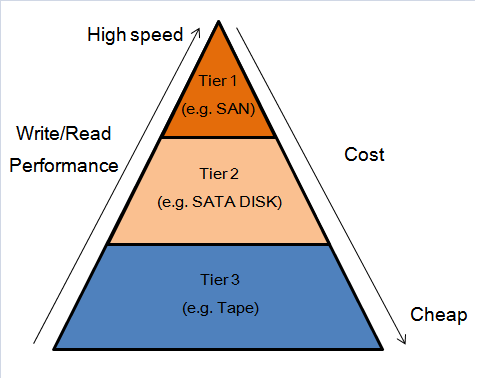
階層型ストレージの構造例

階層型ストレージ管理（かいそうがたストレージかんり、英語: Hierarchical storage management、HSM）とは、高速/高価なストレージ媒体と低速・安価な媒体の間でデータを自動的に移動させるデータストレージ技術である。 

## 概要
ディスクアレイのような高速なデバイスは、光ディスクおよび磁気テープなどの低速なデバイスと比較して、バイトあたりの価格が高価である。全てのデータが高速デバイスにある事が理想ではあるが、手が出せないほど高価になる場合がある。HSMは大量のデータを低速デバイスに保存し、データが必要になった場合に高速デバイスにコピーする。高速デバイスを、大容量の低速デバイスのキャッシュとして利用する。データの利用状況を監視し、どれを低速デバイスに移動し、どれを高速デバイスに残すか、最適な推定を行う。より堅牢性の高い長期保存のアーカイブとして利用されることもある。 
利用頻度の高いデータはディスクドライブに置く。特定の期間（典型的には数箇月）利用されないと、最終的にテープにマイグレートされる。この時、ディスク上のデータは削除され、テープへのリンクファイルが残る。テープのデータを利用すると、自動的にディスクに取り戻される。トータルのストレージ容量はディスクのそれより遥かに大きくなり、大部分のユーザーはテープの遅さに気づかない利点がある。どこにデータがるのか、どのように取り戻すのかをユーザーが知る必要はない、コンピュータが自動で行う。データが帰ってくるまでの速度に違いがあるだけである。

## 歴史
HSMは古くからある概念であり、商業用データ処理の始まりまで遡る。ストレージおよび大容量/長距離通信技術の発展により、サイズおよびアクセス時間などの尺度のスケールは劇的に変わった。根底にあるコンセプトは変わらないが、より大容量･高速なスケールになった。
HSMは最初IBMで実装され、メインフレームで利用された（オリジナルはDFHSM、現在はDFSMShsmと呼ばれる）。
HSMの姿をしたIBM 3850 Mass Storage Facilityが1974年に発表された。その後、IBMはAIXオペレーティングシステム（OS）や、Solaris、HP-UX、Linuxのような他のUnix系OSにHSMを移植した。DEC VAX/VMS システムやAlpha/VMSシステムにも実装された。
近年では、Serial ATA（SATA）ディスクがThree-Stage HSMで利用される。ファイルは高性能なStorageAreaNetworkデバイスから安価な数テラバイト以上のSATAディスクアレイに移動される。最終的にはSATAディスクアレイからテープに移動される。最新の実装では、ハードディスクドライブとフラッシュメモリーが利用されることもある。フラッシュメモリーはディスクよりも高速であり、ディスクは検討に値するほど低価格になってきた。

## ユースケース
長期間低コストでデータをアーカイブするためにしばしば利用される。テープライブラリで見られるロボットによって、大量のデータ低消費電力で効率よく格納できるようになる。データの一部分を高速ディスクに置き、残りをテープに保存できるソフトウエアもある。インターネットでのビデオストリーム等で利用される。動画の先頭部分が即時に配信され、その間にロボットがテープカートリッジを探し出し、残りの部分をストリームする。大規模なコンテンツ配信システムでディスクコストを削減することができる。

## ティアードストレージ
HSMはTiered Storageと呼ばれることもある。これは2つ以上の異なるストレージティアで構成される統合的なストレージ環境である。各ストレージティアは4つの観点:価格、性能、容量、機能で線引されるものである。ストレージティアは、ベンダー、アーキテクチャー、ジオメトリーのみでは線引されない。以下が例である。
- ディスクとテープ：上記4つの全ての要素が異なる。
- 古いディスクと最新ディスク：上記1つ以上の要素が異なる。
- 高性能ディスクと安価/低速ディスク：両者の容量および機能は同一な場合、上記2つの要素が異なる。

## 実装
以下のような専用ソフトウェア、アプライアンス、サービスがある。 
| メーカ         | 名称                             | コメント                                                                                 |
| -------------- | -------------------------------- | ---------------------------------------------------------------------------------------- |
| -              | BTIER                            | オープンソース                                                                           |
| -              | LVMTS                            | オープンソース                                                                           |
| Amazon.com     | Amazon Glacier                   | -                                                                                        |
| Apple          | Fusion Drive for macOS           | -                                                                                        |
| デル           | Data Progression                 | -                                                                                        |
| EMC            | DiskXtender                      | 正式には、Legato DiskXtender、 OTG DiskXtender                                           |
| Grau Data      | OpenArchive                      | オープンソース, テープライブラリに対応                                                   |
| IBM            | 3850 Mass Storage Facility       | -                                                                                        |
| IBM            | Tivoli Storage Manager           | HSM available on UNIX (IBM AIX, HP-UX, Solaris) & Linux                                  |
| IBM            | TSM HSM for Windows              | 正式には、OpenStore for File Servers (OS4FS) (HSM available on Microsoft Windows Server) |
| IBM            | HPSS                             | -                                                                                        |
| マイクロソフト | Storage Spaces                   | -                                                                                        |
| ノベル         | Dynamic Storage Technology (DST) | Linux Platform                                                                           |
| NTP Software   | Precision Tiering                | -                                                                                        |
| オラクル       | SAM-QFS                          | -                                                                                        |
| QStar          | QStar Network Migrator           | for Windows or Linux, with Agents for Windows, Linux, IBM AIX, Solaris and Mac           |
| クアンタム     | StorNext                         | -                                                                                        |
| SGI            | Data Migration Facility (DMF)    | for SLES                                                                                 |
| Versity        | Versity Storage Manager          | -                                                                                        |
| XenData        | XenData6 Workstation Software    | for Windows                                                                              |
| Zarafa         | Zarafa Archiver                  | -                                                                                        |

## その他
高い階層のデバイス（例：ディスクドライブ）から低い階層（例：光ディスク）にデータの移動が起きた後、高い階層のファイルが削除されることをしばしばFile Groomingと呼ぶ。